# هوشنگ شفتی
هوشنگ شفتی (متولد ۱۳۱۲ تهران)، مستندساز اهل ایران است.

## زندگی‌نامه
فارغ‌التحصیل سینما از شعبه دانشگاه سیراکیوز آمریکا در تهران است. از دیگر فعالیت‌های جنبی وی می‌توان به تأسیس استودیو دوبلاژ «توژ فیلم» اشاره کرد. با ساختن فیلم «پرورشگاه کودکان» فعالیتش را در هنرهای زیبای ایران آغاز کرد. وی در سال ۱۳۶۴ به سوئد مهاجرت کرد.

## فیلم‌ها
- مستند «آسمان آبی»
- مستند «تکنوازان»
- مستند «رقص‌های نخلی خراسان»
- مستند «رقص رونما»
- مردی با عروسک‌هایش
- ذوب آهن
- مجموعه مستند «مناظر ایران»
- مستند «ایران سرزمین طبیعت‌های زیبا» (مناظر ایران)
- مستند «به امید دیدار» (۱۳۵۴) - کارگردانی - از بازی‌های آسیایی ۱۹۷۴ در تهران
- مستند «پیشرفت‌های صنعتی ایران»
- مستند «تارهای پشم»
- «شیراز»
- «شورش کور»
- مستند بلند «بازی‌های آسیایی»
- فیلم «شقایق سوزان»
- «شدشد، نشدنشد» (۱۳۳۹) سینمایی - کارگردان به همراه احمد افسانه
- «شاهراه تمدن» (۱۳۵۵) - مجموعه تلویزیونی - دستیار کارگردان - تولید شبکهٔ تلویزیونی BBC
- «ستون شکسته» - با همکاری مهدی میرصمدزاده

## جوایز
- جایزه خرس نقره‌ای از جشنواره فیلم برلین در ۱۳۴۲ برای فیلم «شقایق سوزان»
- جایزه دوم جشنواره فیلم آنکارا در ۱۳۴۸ برای فیلم «شقایق سوزان»
- مدال فیلم‌های سنتی چهارمین جشنواره بین‌المللی فیلم‌های مربوط به فرهنگ عامه/ ایتالیا در ۱۳۵۰ برای فیلم «شقایق سوزان»
- تقدیرنامه از جشنواره کارلووی واری در ۱۳۴۷ برای فیلم «شقایق سوزان»
- دیپلم افتخار چهارمین جشنواره فیلم‌های آسیایی فرانکفورت در ۱۳۴۵ برای فیلم «شقایق سوزان»
- برنده مدال چهارمین جشنواره فیلم‌های سنتی ایتالیا ۱۳۵۰ برای فیلم «تارهای پشم»